# Пономаренко Лідія Антонівна
Лі́дія Анто́нівна Пономаре́нко (псевдонім Лідія Величко) (16 лютого 1922, рудник Артема, Донецька губернія — 3 грудня 2013, Київ) — українська геодезистка, києвознавиця, дослідниця топонімії Києва, історико-картографка. Авторка понад 300 розвідок і публікацій. За життя працювала в державних інженерно-технічних та гуманітарних установах. Почесний член Комісії з питань найменувань і пам'ятних знаків і Українського товариства охорони історії та культури. Співавторка видання «Довідник. Вулиці Києва» (1995). Вона є також авторкою матеріалів з топонімії міста в енциклопедичному довіднику «Київ» (перевиданий у 1981–1986 роках). На основі її персональної картотеки 2012 року опубліковано «Карти і плани в джерелознавчих студіях Лідії Пономаренко». Склала перший реєстр із 2115-ти вулиць Києва. За діяльність у відновленні історичних назв вулиць Києва ще за життя отримала прізвисько Хрещена мати київських вулиць. 

## Життєпис
Лідія Пономаренко народилась 16 лютого 1922 року на руднику Артема в родині гірняка-робітника. Навчилась читати, писати та рахувати до офіційної школи. З 1929 по 1939 рік вчилась у середній школі імені Горького в Краснодоні. З 1939 по 1946 рік навчалась на інженера аерофотогеодезиста в Московському інституті інженерів геодезії, аерофотозйомки і картографії. 
У 1941 році з батьками евакуйована до Ткварчелі. У цьому ж році працює колектором геологорозвідувальної партії. У серпні 1942 року переїхала з батьками до Кузбасу та впродовж року вчилась на геологорозвідувальному відділенні Томського індустріального інституту. У 1943 році повернулась до Москви на навчання, яке закінчила 1946 року.
З 1946 по 1950 рік у декретній відпустці та не працює. З листопада 1950 по 1953 рік працює дільничним маркшейдером новошахтинській шахті №7. У квітні 1951 року вступила до лав Комуністичної партії СРСР. На шахті вона також працювала агітатором, керувала гуртками вивчення біографії Володимира Леніна, історії КПРС та філософії.
З вересня 1953 по 1959 рік працює викладачкою та завідувачкою кабінету геодезії, геології та маркшейдерської справи Кадіївського гірничого технікуму. У 1959 році переїхала до Києва на посаду інженера науково-дослідного сектору, пізніше молодшого наукового співробітника лабораторії аерометодів Київського державного університету. За сумісництвом була викладачем топографії та асистентом з аерометодів. Через проблему житла вимушена змінити роботу на іншу посаду в інституті Дніпроцивільпромбуду 1960 року. У зв’язку з реорганізацією геодезичного відділу інституту, у жовтні 1961 року була переведена в Проєктне бюро спеціалізованого монтажного управління №3 Проєктно-монтажного тресту №5. Від 1960-х років почала досліджувати топонімію Києва.
З листопада 1963 року працювала на посаді інженера технічного відділу комітету Держгіртехнагляду Ради міністрів УРСР. Упродовж 1966–1967 років Лідія Пономаренко очолює топографічну партію Укрдіпродору. В червні — вересні 1966 року працює інженером-геодезистом Укрдіпроміськпромгаз. З вересня 1967 по січень 1970 року – науковий співробітник Інституту науково-технічної інформації. 
У 1967 році почала активно друкуватись у науково-популярних, фахових та періодичних виданнях на тему історії України, топографії, історичного картознавства. Професійно займалася історичною топографією й картознавством із 1970 року. Від 1970 року Лідія Пономаренко входила до складу міської Комісії з питань найменувань і пам'ятних знаків. Вона – ініціаторка запровадження й відродження низки київських топонімів, а також першого реєстру із 2115-ти вулиць Києва.
З 1970 по 1982 рік працює на посаді старшого інженера-картографа Інституту історії АН УРСР. Головний напрямок її наукових досліджень – вивчення картографічних джерел для створення карт атласу УРСР. Вона досконало опрацювала картографічні фонди архівів і бібліотек Києва та Москви.
Від 1992 року працювала у Центрі пам’яткознавства НАН України і Українському товаристві охорони пам’яток історії і культури. Очолювала також Київську секцію пам’яток науки і техніки. У 1995 році у співавторстві публікує «Довідник. Вулиці Києва». Залучалася до діяльності Музею гетьманства, видавництва «Плеяди» та інших. В останні роки життя — почесний член Комісії з питань найменувань і пам'ятних знаків та УТОПІК.
Померла 3 грудня 2013 року в Києві після тривалої важкої хвороби. Похована на кладовищі села Літки.
У листопаді 2021 року на її честь названо вулицю в Деснянському районі Києва.

## Родина
Прадід Лідії Пономаренко по материнській лінії Микита Величко походив з кріпацької родини, пізніше був розкуркулений. Прадід за батьківською лінією Ананій Кушнір працював бурлаком на Волзі, він змінив прізвище на вимогу тестя дружини Олександри на Пономаренко. Її батько Антон Іларіонович Пономаренко працював у приватних шахтах французько-бельгійського Катеринівського акціонерного товариства. Був арештований німцями 1918 року, але звільнений через клопотання компанії. Антона Пономаренка делегували на з'їзд гірників до Москви. У 1926 році його нагородили званням почесного шахтаря Донбасу, а згодом двома орденами Леніна та Сталінською премією СРСР (1950).
Мати Поліна Опанасівна Пономаренко походила з селянської родини Степанових. Вона закінчила два класи церковнопарафіяльної школи. Упродовж 1920–1930 років працювала медичною сестрою, пізніше — домогосподаркою.

## Наукова діяльність
Лідія Пономаренко понад 40 років займалась геодезією, картами, схемами, назвами. Активно виступала за збереження історичної топонімії, захисту культурної спадщини Києва та України. Вивчала плани й описи Києва та інших міст України різних епох. Серед розглянутих нею матеріалів деякі були вперше відкриті та введені до наукового обігу. Виявила в Ленінграді та згодом опублікувала рукопис книги «Історія міста Києва від заснування до теперішнього часу» Максима Берлинського, що вважався втраченим.
Її погляд на повернення назв вулиць має персональні принципи історико-топографічного відновлення. Погляди дослідниці порівнювали з принципами голови комісії з відновлення вулиць, київського віцегубернатора Миколи Гессе XIX століття. За життя Лідія Пономаренко опубліковано рукописні пам'ятки української історії та культури, карти населених пунктів, регіонів. Володіла польською, болгарською, англійською та російською мовами. Вона також є автором досліджень з топонімії міста в енциклопедичному довіднику «Київ» (1981–1986). 
Упродовж життя збирала картотеку джерел і фахової літератури, картографічних матеріалів. У 1995 році вийшов друком академічний києвознавчий довідник «Вулиці Києва». У цій книзі зібрано понад дві тисячі статей про вулиці, провулки, площі Києва, вказано не лише райони та їхнє розташування, а й зазначені найближчі зупинки метро, швидкісного трамвая, приміських залізничних станцій. У виданні даються ґрунтовні пояснення, чому так чи інакше називається кожна вулиця, коротко викладено її історію. У 2012 році на основі картографічної бібліотеки опубліковано картобібліографічне видання «Карти і плани в джерелознавчих студіях Лідії Пономаренко», який містить картографічні джерела Інституту рукопису Національної бібліотеки України імені Володимира Вернадського та додатком відомостей про карти і плани з історії України в російських архівних, музейних та рукописних зібраннях. Мала велику особисту бібліотеку, яка склала основу бібліографічних видань. Попри підготовлений рукопис кандидатської дисертації «Плани та описи Києва середини XVII–XIX ст.» вона ніколи не здобувала вченого звання або ступеня.

## Особистість
Вона вбачала сенс життя у невтомній праці для України, українців, нести правду про минувшину, її діячів. Дослідниця також закликала вивчати соціальні фактори екології, використовувати новітні засоби поширення історичних знань, більше залучати молодих людей та дослідників до вивчення історичного минулого. Була членкинею клубу книголюбів. Сучасники згадують Лідію Пономаренко як оптимістку.   

## Вибрані публікації
Лідія Пономаренко була автором понад 300 публікацій. Друкувалась у виданнях «Вечірній Київ», «Вечерний Минск», «Вечерний Ростов», «Київські відомості», «Комсомольська правда», «Советская молодёжь» та інших. Більшість робіт присвячено історії назв вулиць, планам і мапам Києва та інших міст. Згідно з довідниками Інституту історії України НАН України та Національної спілки краєзнавців України найбільш важливими були: 
- Проблема водоснабжения в Украинской ССР. – К., 1969 (у співавт.).
- Їх іменами названі вулиці Печерського району м. Києва. – К., 1968 (у співавт.).
- Плани міста Києва XVII–XIX ст. як історичне джерело // Київська старовина. — 1972. — С. 62–69.
- Их именами названы улицы Киева. – К., 1977 (у співавт.).
- Топографічні описи Києва кінця XVIII — початку XIX ст. // Історичні дослідження. Вітчизняна історія. — Вип. 8. — К., 1982. — С. 39–42.
- Географические, топографические и другие официальные описания г. Киева второй половины XVIII — начала XIX в. // Киев в фондах Центральной научной библиотеки АН УССР. — К. : Наукова думка, 1984. — С. 62–83. (рос.)
- Офіційні описи губерній XVIII — першої половини ХІХ століття // Рукописна та книжкова спадщина України. — Вип. 1. — К., 1993. — С. 59–69.
- Вулиці Києва. Довідник / за ред. А. В. Кудрицького. — К. : «Українська енциклопедія» ім. М. П. Бажана, 1995. — 352 с. — ISBN 5-88500-070-0.
- Історична топонімія Києва // Питання історичної ономастики України. – К., 1994.
- Картографічне пам’яткознавство // Праці Центру пам’яткознавства. – К., 1992.
- Портрет на фоне Киева. — К., 2002. — (Статьи, библиография). (рос.)
- Київ. Короткий топонімічний довідник. Довідкове видання / Л. А. Пономаренко, О. О. Різник. — К. : Видавництво «Павлім», 2003. — 124 с. : іл. — ISBN 966-686-050-3.
- Київ. Історія в географічних назвах / Л. Пономаренко, Л. Серенков. — К., 2007.
- Пономаренко Лідія Антонівна — історик, києвознавець, топоніміст: Біобібліографічний покажчик. — К., 2012.
- Карти і плани в джерелознавчих студіях Лідії Пономаренко (з описом картографічних джерел Інституту рукопису НБУ імені В. І. Вернадського та додатком відомостей про карти і плани з історії України в російських архівних та рукописних зібраннях) / упор. А. В. Пивовар. — К.: Академперіодика, 2012. — 668 с.